# Òfset
|  | Aquest article tracta sobre el sistema d'impressió. Vegeu-ne altres significats a «offset (informàtica)». |

L'òfset (offset printing en anglès) és un sistema d'impressió litogràfica, basat en el principi de la repulsió entre l'aigua i l'oli, que transfereix la tinta al suport definitiu a imprimir amb un roleu amb una mantellina de cautxú. És aquesta característica el que fa que aquesta tècnica pugui assolir una gran qualitat d'impressió, ja que l'elasticitat del cautxú del roleu permet impregnar amb la tinta que hi té adherida superfícies lleugerament texturades o rugoses. Es deriva de la impressió litogràfica (d'aquí que també es conegui com a litografia òfset).
A Europa és el sistema més estès d'impressió industrial sobre paper.
El desenvolupament de la impremta òfset es va donar a través de dos inventors en diferents llocs del món: En 1875, per l'anglès Robert Barclay, qui va desenvolupar una versió per a impressió en metalls (estany) i en 1903 per l'estatunidenca Ira Washington Rubel, per a la impressió sobre paper.

## Elaboració

Diagrama del procés òfset (en anglès)

El funcionament és similar al de la litografia: La planxa es mulla amb aigua o una solució polar perquè repel·leixi la tinta en les zones de no imatge (zona hidròfila), perquè la resta de la planxa prengui la tinta en les zones on hi ha un compost hidròfob o apolar (també conegut com a lipófila) amb la forma del motiu a imprimir prèviament gravat en la planxa, sigui per mètodes manuals o per fotogravat; la diferència amb la litografia tradicional és que la imatge es transfereix a la superfície a imprimir no de manera directa, sinó a través un cilindre cobert en la seva superfície per un material flexible (mantilla), generalment cautxú o silicona, que rep la imatge per a transferir-la, per pressió, a la superfície impresa (generalment paper). És precisament aquesta característica la que confereix una qualitat excepcional a aquesta mena d'impressió, ja que el recobriment de cautxú del corró d'impressió és capaç d'impregnar, amb la tinta que porta adherida, superfícies amb textures irregulars o rugoses.
El mètode d'impressió òfset és un dels sistemes indirectes d'impressió, ja que el substrat (generalment paper) no té contacte amb la planxa matriu per a traspassar la imatge. La tinta passa de la placa d'alumini al cilindre porta cartutx o mantilla per a després passar al paper (o un altre substrat), exercint pressió entre el cilindre porta cartutx i el cilindre de pressió.
La impressió òfset es realitza mitjançant planxes monocromàtiques, de manera que ha de crear-se una planxa per cada color a imprimir; en el cas de la fotocromia, per cadascun dels quatre colors del model de color CMYK (cian, magenta, groc i negre), que també es coneix com a impressió en quadricromia; a més, intervé en el procés un cinquè color: el blanc del paper. Utilitzant quantitats diferents d'aquests cinc colors, poden reproduir-se gairebé qualsevol color assolible a través del model substractiu de color, amb l'excepció de colors «metàl·lics» com el daurat i el platejat, i colors fosforescents o que estiguin fora del rang del model CMYK els quals, en cas de ser necessitats, poden ser aplicats amb tintes d'aquests colors directament utilitzant planxes addicionals, mitjançant el mètode conegut com a tintes planes.
Totes les fotografies (en color o en escala de grisos) poden reproduir-se litogràficament mitjançant la utilització del procés de difusió per semi tons. Actualment es digitalitza la pel·lícula fotogràfica (mitjançant un escànner d'alta resolució), o s'obté la imatge mitjançant fotografia digital, i en el procés de prepremsa se la sotmet a un procés de separació de colors que crea una imatge diferent representativa de cada canal de color.
A partir de la imatge separada es crea un fotòlit, el qual es projecta amb llum ultravioleta sobre una emulsió sensible lipofílica escampada sobre un substrat metàl·lic, generalment d'alumini anoditzat o monometàl·lic o altres aliatges, que després es revela; un altre mètode de creació de la planxa és la impressió sobre una planxa plàstica mitjançant impressora làser (el tòner actua com a substrat lipofílic), o la transferència directa de la imatge digital a través d'un làser, mitjançant un dispositiu conegut com a Computer to Plate, també conegut per les seves sigles, CTP. Cadascuna dels reticles de semitò s'imprimeix en un angle diferent, per a evitar al màxim la superposició entre els punts; no obstant això, les tintes utilitzades tenen un nivell raonable de transparència, per a corregir les imperfeccions de la mescla per semitons de tal forma que durant l'observació normal es produeixi la il·lusió de mescla entre les quatre tintes separades.
Posteriorment, la planxa es passa primer per un corró, impregnant-la d'aigua i, seguidament, per un corró entintador. Com la tinta és un compost gras, és repel·lida per l'aigua, i es diposita exclusivament en les parts tractades, és a dir, amb imatge. L'aigua, sovint, conté altres substàncies per a millorar la seva reactivitat amb la planxa i la tinta. Finalment, les imatges ja entintades es transfereixen a un cautxú que folra un altre cilindre, sent aquest cautxú el que entra en contacte amb el paper per a imprimir-lo, ajudat per un cilindre de contrapressió.

### Avantatges
- Dona com a resultat una imatge d'alta qualitat consistent, més clara i definida que amb altres sistemes d'impressió.
- Es pot utilitzar en una gran quantitat de superfícies a part de suports cel·lulòsics amb diferents acabats superficials, apte per a operacions complementàries.
- Les làmines (planxa o matriu) són de ràpida i fàcil producció.
- La durada de les làmines és major que en impremtes de litografia directa, perquè aquí no hi ha contacte directe entre la plantilla i la superfície de contacte.
- En grans tirades de producció el preu de cada impressió és inferior a qualsevol altre sistema.

El sistema òfset presenta indubtables avantatges per a la impressió sobre suports de paper, algunes d'aquests avantatges sobre altres sistemes són: alta lineatura, no petjada en el dors, no efecte esquaix, grans velocitats d'impressió, sota cost de la forma impressora, facilitat de retocs.